# Eldoret
Eldoret és una ciutat kenyana de la província de Rift Valley. La seva població era de 193.830 habitants (cens del 1999). Actualment és la ciutat de Kenya que més ràpidament està creixent, i, de moment, la cinquena més gran del país. Els colons blancs van referir-se a la ciutat com a Granja 64 (Farm64) i, col·loquialment, pels locals, "Sisibo". Segons el cens de població i habitatge de Kenya de 2019, Eldoret és la cinquena àrea urbana més poblada del país després de Nairobi, Mombasa, Nakuru i Ruiru. Situada al sud dels turons de Cherangani, l'elevació local varia des d'uns 2.100 metres a l'aeroport fins a més de 2.700 metres a les zones properes. La població era de 289.380 al cens del 2009, i actualment és la ciutat de més ràpid creixement de Kenya amb 475.716 persones segons el cens nacional del 2019. Eldoret estava a punt de ser nomenada la quarta ciutat de Kenya, però Nakuru la superà el 2021.